# Stephen Valiquette
Stephen „Steve“ Valiquette (* 20. August 1977 in Etobicoke, Ontario) ist ein ehemaliger kanadischer Eishockeytorwart, der zuletzt bis Juli 2012 bei den HC Valpellice Bulldogs in der Serie A unter Vertrag stand.

## Karriere
Der 1,98 m große Goalie begann seine Profikarriere bei den Sudbury Wolves in der kanadischen Juniorenliga OHL, bevor er beim NHL Entry Draft 1996 als 190. in der achten Runde von den Los Angeles Kings ausgewählt (gedraftet) wurde.
Nach einem weiteren Jahr in der OHL, das er gegen Ende bei den Erie Otters verbrachte, stand er einmal für die Lowell Lock Monsters in der American Hockey League auf dem Eis. Nach Einsätzen bei verschiedenen Farmteams in tiefklassigeren Ligen absolvierte er in der Saison 1999/00 seine ersten NHL-Einsätze für die New York Islanders. Zu diesem Zeitpunkt war er der größte Eishockeytorhüter, der bis dato ein NHL-Spiel bestritten hatte. Die meiste Zeit verbrachte Valiquette jedoch in der American Hockey League, dies änderte sich auch nach seinem Wechsel zu den Edmonton Oilers nicht. Während der Spielzeit 2003/04 wurde der Kanadier zu den New York Rangers transferiert, die ihn zunächst hauptsächlich beim Hartford Wolf Pack, ihrem Farmteam in der AHL, einsetzten.
Den Lockout in der Saison 2004/05 verbrachte Valiquette beim russischen Erstligisten Lokomotive Jaroslawl, bei dem er regelmäßig zwischen den Pfosten stand. Am 3. März 2007 gelang dem Linksfänger sein erster Sieg in bis dato drei Jahren in der höchsten nordamerikanischen Profiliga. Mit dem Abgang des bisherigen Back-Up-Torhüters Kevin Weekes zu den New Jersey Devils wurde Stephen Valiquette zum Ersatztorhüter der New York Rangers. Am 31. Januar 2008 schaffte er gegen die Philadelphia Flyers seinen ersten Shutout in der NHL, der zweite folgte wenige Tage später beim 2:0 gegen denselben Gegner.
Im Sommer 2010 wurde Valiquette für ein Jahr vom HK ZSKA Moskau verpflichtet. Nachdem die Russen seinen Vertrag nach der Saison 2010/11 nicht verlängert hatten, war der Kanadier einige Zeit vereinslos. Im November 2011 wurde bekannt, dass er zukünftig ehrenamtlicher Torwarttrainer für die Universitätsmannschaft der Quinnipiac University werden sollte, jedoch unterschrieb der Kanadier wenige Tage später einen Vertrag bei den Bridgeport Sound Tigers aus der American Hockey League, die aufgrund von Personalnot auf der Torhüterposition kurzfristig einen Ersatztorwart benötigten. Ohne einen Einsatz dort wechselte er im Dezember 2011 nach Europa, wo er sich den HC Valpellice Bulldogs aus der italienischen Serie A anschloss und die Saison 2011/12 mit insgesamt 15 bestrittenen Partien beendete. Im Juli 2012 unterschrieb Valiquette zunächst einen Vertrag bei Djurgårdens IF, entschied sich jedoch kurze Zeit später für die Beendigung seiner aktiven Karriere.

## Erfolge und Auszeichnungen
- 2005 Harry „Hap“ Holmes Memorial Award (gemeinsam mit Jason LaBarbera)
- 2008 Victoria-Cup-Gewinn mit den New York Rangers

## Karrierestatistik
(Legende zur Torhüterstatistik: GP oder Sp = Spiele insgesamt; W oder S = Siege; L oder N = Niederlagen; T oder U oder OT = Unentschieden oder Overtime- bzw. Shootout-Niederlage; Min. = Minuten; SOG oder SaT = Schüsse aufs Tor; GA oder GT = Gegentore; SO = Shutouts; GAA oder GTS = Gegentorschnitt; Sv% oder SVS% = Fangquote; EN = Empty Net Goal; 1 Play-downs/Relegation; Kursiv: Statistik nicht vollständig)